# Nymphidium
Nymphidium är ett släkte av fjärilar. Nymphidium ingår i familjen Riodinidae.

## Bildgalleri

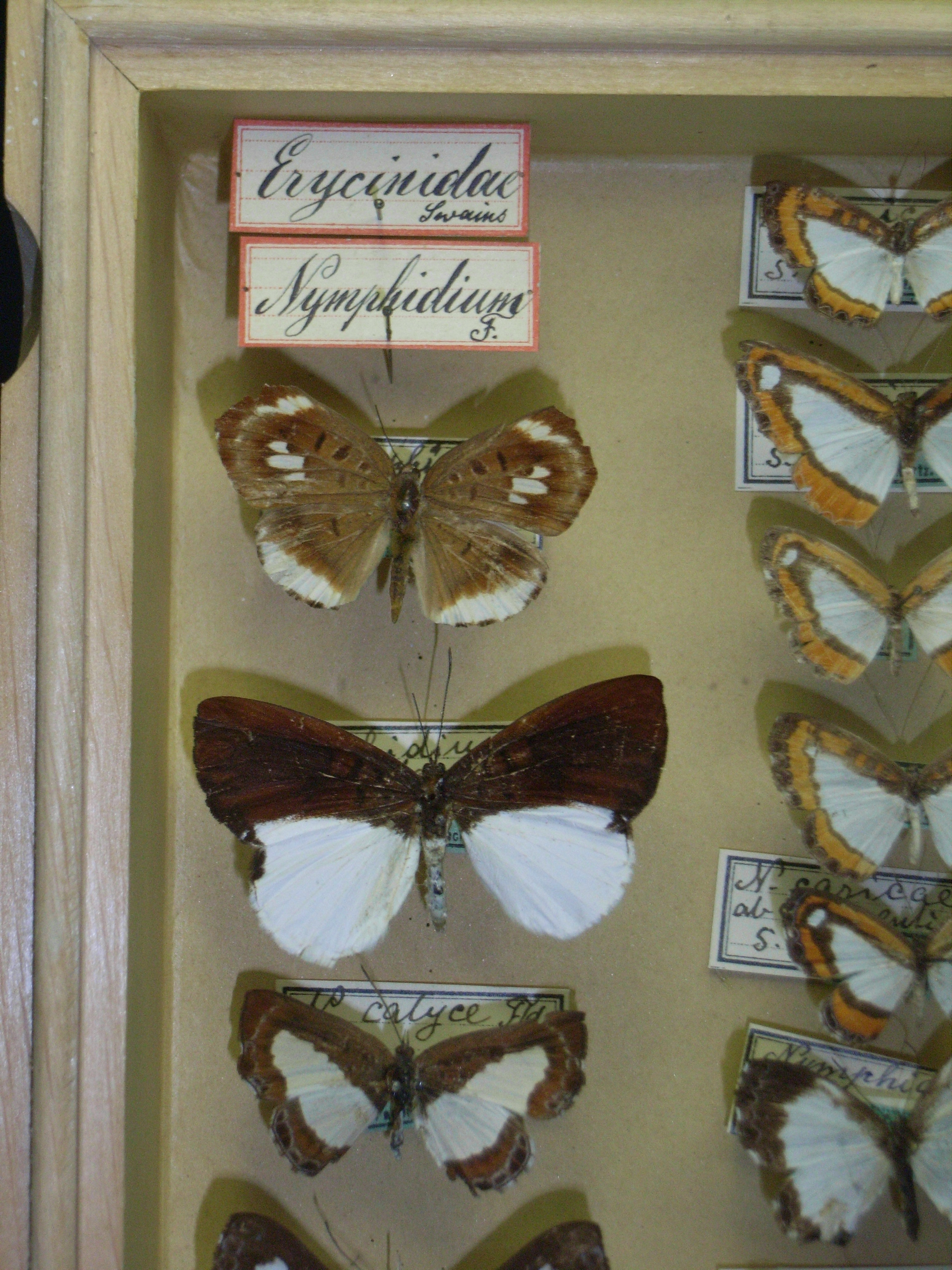

## Dottertaxa tillNymphidium, i alfabetisk ordning[1]
- Nymphidium acherois
- Nymphidium acte
- Nymphidium admeta
- Nymphidium agdestis
- Nymphidium albicans
- Nymphidium amoenum
- Nymphidium anapis
- Nymphidium ascolia
- Nymphidium ascolides
- Nymphidium attenuatum
- Nymphidium augea
- Nymphidium azanoides
- Nymphidium badia
- Nymphidium baeotia
- Nymphidium balbinus
- Nymphidium blakei
- Nymphidium cachrus
- Nymphidium caricae
- Nymphidium carissima
- Nymphidium carmentis
- Nymphidium chimborazium
- Nymphidium chione
- Nymphidium chiriquensis
- Nymphidium clearista
- Nymphidium corculum
- Nymphidium cymo
- Nymphidium damon
- Nymphidium derufata
- Nymphidium epiplatea
- Nymphidium erubescens
- Nymphidium erymanthus
- Nymphidium erythraicum
- Nymphidium eutrapela
- Nymphidium fulminans
- Nymphidium galactina
- Nymphidium haematostictum
- Nymphidium heliotis
- Nymphidium hesperinum
- Nymphidium latois
- Nymphidium lenocinium
- Nymphidium leucarpis
- Nymphidium leucidiodes
- Nymphidium leucosia
- Nymphidium lisimaena
- Nymphidium lisimon
- Nymphidium major
- Nymphidium mantus
- Nymphidium medusa
- Nymphidium menalcus
- Nymphidium minuta
- Nymphidium multochrea
- Nymphidium nealces
- Nymphidium ninias
- Nymphidium nivea
- Nymphidium olinda
- Nymphidium omois
- Nymphidium onaeum
- Nymphidium parthenium
- Nymphidium perixantha
- Nymphidium platea
- Nymphidium plinthobaphis
- Nymphidium rubiginosum
- Nymphidium scaea
- Nymphidium scurrilis
- Nymphidium semiramis
- Nymphidium separata
- Nymphidium stibopteris
- Nymphidium strati
- Nymphidium thryptica
- Nymphidium undimargo
- Nymphidium undulata
- Nymphidium velatum